# Neobaryssinus marianae
Neobaryssinus marianae là một loài bọ cánh cứng trong họ Cerambycidae.